# Phthirunculus sumatranus
Phthirunculus sumatranus är en insektsart som beskrevs av Oskar Kuhn och Ludwig 1965. Phthirunculus sumatranus ingår i släktet Phthirunculus och familjen ekorrlöss. Inga underarter finns listade i Catalogue of Life.